# Febre da cabana

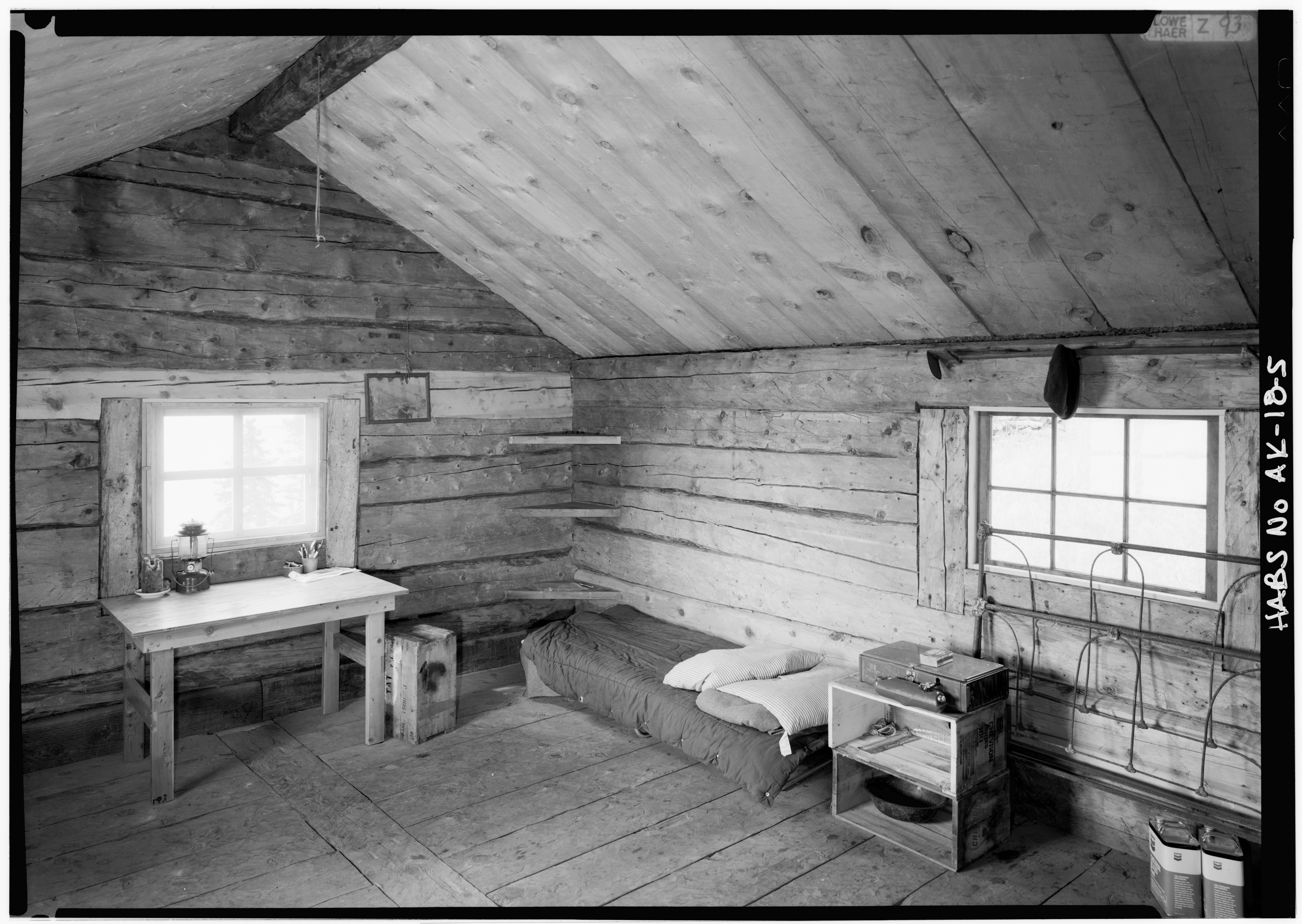
Interior da cabana de Fure no Alasca, EUA.

A febre da cabana é a irritabilidade claustrofóbica angustiante ou inquietação experimentada quando uma pessoa, ou grupo, fica preso num local isolado ou em aposentos confinados por um longo período.
Uma pessoa pode sofrer de claustrofobia em situações como ficar isolada numa casa de férias no campo, passar longos períodos debaixo de água em um submarino ou ficar isolada da civilização de alguma outra forma, por exemplo, durante uma ordem de permanência em casa ou sob lei marcial. Durante a febre da cabana, uma pessoa pode sentir sonolência ou insónia, desconfiar de qualquer pessoa com quem esteja ou ter vontade de sair, mesmo em condições adversas, como mau tempo ou visibilidade limitada. O conceito também é invocado com humor para indicar o simples tédio de ficar sozinho em casa por um longo período de tempo.
A febre da cabana não é uma doença em si e não existe diagnóstico. No entanto, sintomas relacionados podem levar o paciente a tomar decisões irracionais que podem potencialmente ameaçar a sua vida ou a vida do grupo ao qual está confinado. Alguns exemplos seriam suicídio ou paranoia, ou deixar a segurança de uma cabana durante uma forte tempestade de neve na qual alguém pode ficar preso.

## Terapia

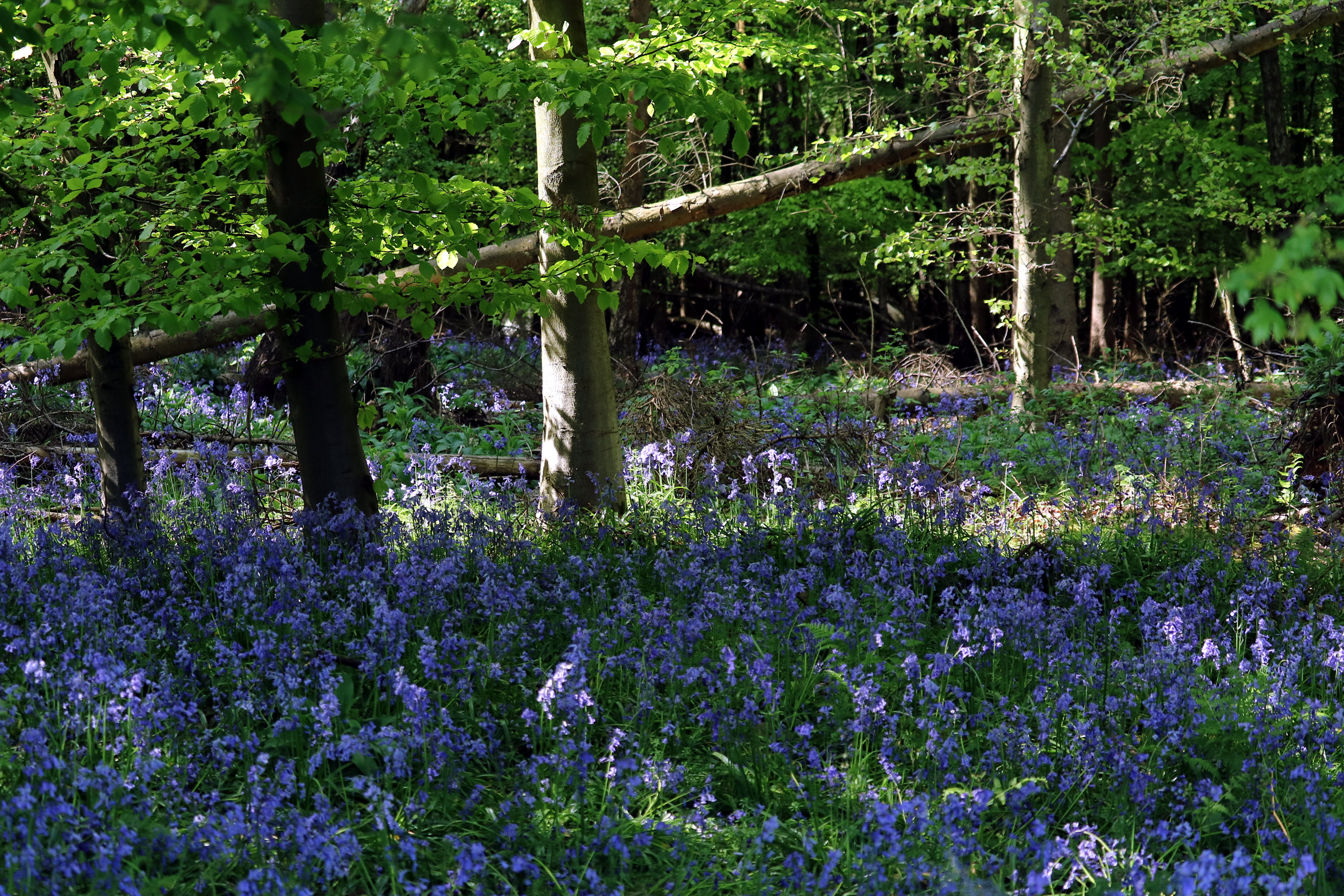
Floresta perto de Great Missenden, Reino Unido.

Uma terapia para a febre da cabana é tão simples quanto sair e interagir diretamente com a natureza. A investigação demonstrou que mesmo breves interações com a natureza podem promover um melhor funcionamento cognitivo, apoiar um estado de espírito positivo e o bem-estar geral. Escapar do confinamento dentro de casa e mudar de cenário e ambiente pode facilmente ajudar uma pessoa que sofre de claustrofobia a melhorar o seu estado mental. Sair para experienciar a abertura do mundo estimulará o cérebro e o corpo o suficiente para eliminar sentimentos de claustrofobia intensa, paranoia e inquietação associados à febre da cabana.
Existem poucas evidências de que pessoas que sofrem de claustrofobia consultem terapeutas ou conselheiros para tratamento; a maioria dos pacientes simplesmente discute os seus sintomas com a família ou amigos como uma forma de lidar com sentimentos de solidão e tédio. No entanto, existem casos de "febre da cabana" que são diagnosticados como depressão de meio do inverno, ou transtorno afetivo sazonal (TAS).

## Na cultura popular
O conceito de febre da cabana foi usado como tema no romance Crime e Castigo de Fiódor Dostoiévski de 1866, no filme The Gold Rush de Chaplin de 1925, na novela The Royal Game de Stefan Zweig de 1948, no livro de comédia infantil Diário de um Banana:Tirem-me Daqui! de 2011, no filme de terror The Shining de 1980 e no episódio "Mountain of Madness" de Os Simpsons. No filme Muppet Treasure Island de 1996, a tripulação do Hispaniola canta um número de produção sobre sucumbir à febre da cabana. O filme de terror psicológico de 2019, The Lighthouse, retrata a história de dois faroleiros que começam a perder a sanidade quando uma tempestade os deixa presos na ilha remota onde estão estacionados. O programa de televisão Mythbusters fez Adam e Jamie simularem um cenário de febre da cabana isolando-se em cabanas no Alasca, sem contacto com o mundo exterior e com poucos estímulos. Os anfitriões concluíram que o mito da febre da cabana era plausível, já que os anfitriões desenvolveram alguns dos sintomas comummente associados à febre da cabana, incluindo irritabilidade e sono excessivo. Um episódio da série animada do YouTube Murder Drones é intitulado "Cabin Fever".